# أحمد بن زليخة
أحمد بن زليخة (بالفرنسية: Ahmed Benzelikha)‏ (و. 1967 – م) هو صحفي، وكاتب، وعالم اقتصاد من الجزائر. يعرف خصوصًا بكونه كاتب عمود في صحيفة الوطن، ولو كوتيديان دوران.

## مسيرته
شغل بن زليخة عدة مناصب في قطاعات المالية والزراعة والطاقة والاتصالات، كمدير لمؤسسة مالية، ورئيس ديوان ومفتش عام.
كتب بن زليخة كتابًا بعنوان من أجل «مثقافية» جديدة، والذي نشر في عام 1989. ويعرف بن زليخة بمواقفه المناهضة للاستعمار، التزامه الإنسانوي، وسعيه لنظام إعلامي دولي جديد، فهو مؤلف مقال عن الصحافة الجزائرية بعنوان: الصحافة الجزائرية: الافتتاحيات والديمقراطية، ودراسة عن الاستعمار: عمل الكرامة (ردًا على صيغة «عمل الذاكرة»، التي أطلقها نيكولا ساركوزي). بالإضافة إلى ذلك، لديه منشورات حول القضايا الاقتصادية والمجتمع المدني (بما في ذلك مقال «ما هي المنظمات [المطلوبة] من أجل ديمقراطية تشاركية حقيقية؟» في عام 2003)، وكتَبَ عن تاريخ الجزائر (بالتحديد معركة قسنطينة عام 1836)، حوار الحضارات (عام 2009) وتراث مدينة قسنطينة. وهو أيضا مؤلف «روح العصر»، وهو مقال اجتماعي سياسي نشر في عام 2013، ورواية نافورة سيدي حسان والتي نشرت في 2014. في عام 2017، نشر رواية جديدة اسمها رقية سرفانتس، تكريما لميغيل دي ثيربانتس. في عام 2019، أصدر إلياس، وهي الرواية التي تعيد استكشاف أوديسة هومروس، ويقول بن زليخة أن الرّواية «تحمل مشروع جسر وطيد بين ضفتي البحر الأبيض المتوسط وبين المشرق والغرب». بالإضافة إلى ذلك، فهناك تأليفه لقصة شعرية بعنوان زورق الكلمات.
انتخب بن زليخة نائباً لرئيس البرنامج الدولي لتطوير الاتصالات IPDC-IPDC التابع لمنظمة الأمم المتحدة للتربية والعلم والثقافة (اليونسكو)، أحمد بن زيليخة هو أيضًا رئيس اللجنة الجزائرية لذاكرة العالم ولجنة الاتصالات والمعلومات باللجنة الوطنية الجزائرية لليونسكو، وبتلك الصفة، عقد العديد من المؤتمرات والندوات، بشكل رئيسي حول مجتمع المعلومات، والتعليم الإعلامي، وحقوق الإنسان، والتماسك الجماعي،، والاتصال الرقمي والذكاء الاصطناعي.

## منشوراته
- الصحافة الجزائرية: الافتتاحيات والديمقراطية
- Tintin des illusions
- عمر والغرب